# Francisco Oliveira
Francisco Oliveira (Estômbar, 25 de julho de 1918 – Portimão, 07 de setembro de 2019) foi um fotógrafo português, natural do Algarve, conhecido pelo seu trabalho em Portimão, onde manteve um estúdio fotográfico e registrou momentos importantes da história da cidade. O seu legado foi reconhecido com exposições, como "Uma Cidade 2 Fotógrafos" no Museu de Portimão, e a publicação do livro «Francisco Oliveira – Um Fotógrafo de Portimão», de Carlos Osório. Foi considerado "o Mestre Francisco Oliveira, o último grande fotógrafo de Portimão".

## Biografia

### Infância e Juventude (1918–1933)
Francisco d’Oliveira (registado como tal, embora o nome correto fosse Francisco António Marques Simplício) nasceu em 25 de julho de 1918, às 11h00, em Estômbar. Filho de António Simplício, limpador de máquinas nos Caminhos de Ferro, natural de Palmela, e de Maria das Dores, doméstica, natural de Estômbar. A família vivia numa casa na antiga rua por detrás da igreja matriz de Estômbar, atual rua Coronel Manuel Gregório Rocha. O pai faleceu quando Francisco tinha apenas um ano de idade, na sequência da gripe espanhola. Em 1922, a família mudou-se para Vila Nova de Portimão, fixando residência na rua de S. Pedro, antiga estrada de Lagos. Após a morte do avô materno, a avó passou a viver com a filha e o neto em Portimão.
A prosperidade económica de Vila Nova, baseada na indústria conserveira, atraiu muitos trabalhadores para a região. Nesse mesmo ano, foi inaugurado o ramal ferroviário que ligava o Parchal a Lagos. Francisco Oliveira frequentou uma escola particular na rua Infante D. Henrique até ao 5.º ano (1931). Realizou os exames do 5.º ano na "escola régia" no Palacete Sárrea Garfias, em Portimão, onde obteve a classificação de 15 valores. Devido a dificuldades económicas, não prosseguiu os estudos. Durante os exames, descobriu o erro no seu apelido no registo de nascimento, passando a assinar como Francisco Oliveira.

### Aprendizagem da Fotografia (1933–1940)
Em 1933, Francisco Oliveira iniciou a sua aprendizagem na fotografia como ajudante de Vitorino Fonseca Dias (1874-1959), um dos mais reconhecidos fotógrafos de estúdio de Portimão, cujo estúdio funcionava desde 1910 na Praça Manuel Teixeira Gomes. Trabalhou também na Fotografia Santos, na rua Miguel Bombarda (atual rua Dr. João Vitorino Mealha), e no estúdio "Foto-Cinema F. Santos", na rua 5 de Outubro, propriedade de Francisco Santos. Com os Santos, aprendeu as técnicas de iluminação, revelação e impressão de retratos.

### Estúdio Fotográfico e Carreira Profissional (1940–2003)
Em 1940, aos 22 anos, Francisco Oliveira abriu o seu próprio estúdio na rua da Igreja, n.º 23, 1.º andar. Em 1949, mudou o estúdio para a rua 5 de Outubro, n.º 18, onde trabalhou até 2003. O seu estúdio oferecia serviços de retratos, reportagens de casamentos, batizados, comunhões, publicidade, inaugurações, entre outros. Vendia também máquinas fotográficas, acessórios, postais, molduras e filmes, e oferecia serviços de laboratório a cores e a preto e branco. O seu trabalho como fotógrafo de estúdio e os registos da cidade de Portimão (casamentos, batizados, eventos, paisagens) garantiram-lhe um lugar de destaque na comunidade local. Casou-se pela primeira vez aos 52 anos com Maria Emília Glória, que faleceu em 1983. Casou-se novamente em 1986 com Joaquina Leitão, que faleceu em 2007.

### Últimos Anos e Legado (2003–2019)
Após um assalto ao seu estúdio em 2003, Francisco Oliveira ficou profundamente abalado e perdeu o entusiasmo pelo trabalho, chegando a fechar o estabelecimento por algum tempo. Posteriormente, passou a aceitar apenas encomendas de impressões de fotografias antigas, com a colaboração de Vítor Tempera. Oliveira selecionou cuidadosamente menos de uma centena de fotografias para venda e exposições. O seu trabalho foi destacado na exposição "Uma Cidade 2 Fotógrafos" no Museu de Portimão, juntamente com o de Júlio Bernardo. A sua vida e obra foram documentadas no livro «Francisco Oliveira – Um Fotógrafo de Portimão», de Carlos Osório. Faleceu a 7 de setembro de 2019, aos 101 anos, sendo reconhecido como "o Mestre Francisco Oliveira, o último grande fotógrafo de Portimão".

## Homenagens
- Memórias do Passado (Portimão, 1945-1970)[1]

```
   *   Esta exposição documentou a vida de Portimão entre 1945 e 1970, com fotografias de Francisco Oliveira cedidas pela coleção particular de Carlos Bicheiro.
[
1
]
```

- Portimão sob o olhar de um fotógrafo, por Oliveira Fotógrafo[2]

- Uma Cidade, 2 Fotógrafos[3]

```
   *   Exposição conjunta com Júlio Bernardo no Museu de Portimão, mostrando diferentes perspetivas de Portimão entre os anos 50 e 70.
```

- Participação no Projeto "A Arte Como Libertação do Espírito”[4]

```
   *   Exposição coletiva com artistas portimonenses na Casa Manuel Teixeira Gomes.
```

- Medalha de “Mérito Municipal, Grau Prata” (Câmara Municipal de Portimão, 11.12.2005)[5]

- Homenagem do Clube Boa Esperança por ocasião do 80.º aniversário da coletividade (09.05.2009)[6]

- Homenagem com uma salva de prata pelo Clube ROTARY (17.10.2005)[7]

## Acervo
Em 2009, a Câmara Municipal de Portimão adquiriu uma parte considerável do espólio fotográfico de Francisco Oliveira, constituído por cerca de 29.000 negativos. Este vasto conjunto encontra-se no Museu de Portimão em fase de conservação e restauro, organizado pelos seguintes temas: casamentos (1958 a 1981); batizados (1964 a 1976); paisagens e foto-reportagem (1945 a 1978); retratos (1950 a 1982); e outros temas (sem data). A coleção inclui também equipamentos de estúdio, como projetores de luz, máquinas de impressão, secagem e vincagem, máquinas fotográficas, suportes publicitários, couvetes e cenários.
Segundo José Gameiro, diretor científico do Museu de Portimão, a coleção Francisco Oliveira é fundamental para o discurso patrimonial do museu, permitindo a criação de narrativas relevantes para a história e identidades locais. A coleção revela a evolução da fotografia de estúdio e exterior desde o início do século XX, tanto a nível tecnológico quanto de estilo e técnica, além de abranger um período temporal considerável, possibilitando uma leitura histórico-evolutiva dos usos e costumes da comunidade, das paisagens naturais e arquitetónicas locais, colocando Francisco Oliveira ao lado de outros fotógrafos locais de grande interesse, como Júlio Bernardo.

## Obras
«Francisco Oliveira – Um Fotógrafo de Portimão», de Carlos Osório.
Participação na exposição "Uma Cidade 2 Fotógrafos" no Museu de Portimão.

## Ligações Externas
- Facebook - Página criada em sua homenagem
- Website criado em sua homenagem